# Rudolf Grünig
Rudolf Grünig (* 17. Februar 1954) ist ein Schweizer Wirtschaftswissenschaftler.

## Leben
Grüning studierte Betriebswirtschaftslehre und wurde 1984 an der Universität Bern zum Dr. rer. pol. promoviert. Danach war er als Unternehmensberater tätig. 1989 habilitierte er sich in Betriebswirtschaftslehre.
Seit 1992 ist er Ordinarius für Unternehmensführung an der Universität Freiburg. Von 2000 bis 2002 fungierte er als Dekan der Wirtschafts- und Sozialwissenschaftlichen Fakultät und von 2003 bis 2007 Vizerektor. Von 1998 bis 2003 war er Mitherausgeber der Zeitschrift Die Unternehmung. Grünig ist Autor mehrerer wissenschaftlicher Bücher und Aufsätze.
Er war Milizoffizier (Brigadier aD) der Schweizer Armee und u. a. Mitglied der Milizkommission C VBS.